# Djinn – Des Teufels Brut
Djinn – Des Teufels Brut (OT: Djinn) ist ein emiratischer Horrorfilm von Regisseur Tobe Hooper aus dem Jahr 2013. Es war der letzte Film vor dem Tod des Regisseurs.

## Handlung
Vor einigen Jahren brachte ein Dschinn, ein arabischer Geist, ein entsetzlich entstelltes Kind zur Welt und versteckte es in einem Fischerdorf. Als die Dorfbewohner dieses weg gaben, zerstörte die Mutter das Dorf.
Jahre später ist das Kind erwachsen und weiß nichts von seiner Herkunft. Khalid und seine Frau Salama machen gerade eine schwere Zeit durch, da Salama ihr gemeinsames Kind verloren hat. Khalid drängt dazu, dass sie von Amerika nach Ra’s al-Chaima ziehen, um dort neu anzufangen. Sie ziehen in ein neu geöffnetes Hotel. Doch schon die Anreise durch den Nebel gestaltet sich mysteriös. Im Hotel häufen sich merkwürdige Vorkommnisse, immer wieder erscheint ein dunkler Geist, der zunächst Salama in den Wahnsinn treibt und dann Khalid heimsucht.
Nach einigen unerklärlichen Vorkommnissen gesteht Salama ihrem Mann das gemeinsame Kind ermordet zu haben, weil es entstellt und unmenschlich wirkte. Khalid, wie von Sinnen, stößt seine Frau aus dem Fenster.

## Produktion und Veröffentlichung
Djinn – Des Teufels Brut ist eine Produktion von der emiratischen Filmgesellschaft Image Nation und basiert auf einem Drehbuch von David Tully. Als Regisseur konnte Tobe Hooper gewonnen werden. Als kultureller Berater beteiligte sich der Regisseur Nayla Al Khaja an dem Film. Das Budget betrug 5 Millionen US-Dollar. Der Film wurde 2011 an den Originalschauplätzen gedreht, wobei jede Erwähnung eines Dschinns vermieden wurde, um die Leute vor Ort nicht zu verunsichern. Ein erstes Test-Screening fand Ende 2012 in London statt, danach wurde der Film zurückgezogen und erlebte seine Premiere nicht, wie angekündigt, auf dem Abu Dhabi Film Festival. Die Gründe dafür sind Gegenstand von Spekulationen. Schauspielerin Razane Jammal sprach von Problemen in der Post-Production sowie einigen Fehlern, die noch bei Nachdrehs in Los Angeles beseitigt werden mussten.
Letztlich erschien der Film am 31. Oktober 2013 in den Vereinigten Arabischen Emiraten und hatte seine Premiere eine Woche vorher im Emirates Palace Hotel. Tobe Hooper selbst war nicht anwesend. In Deutschland erfolgte eine Veröffentlichung auf Blu-Ray und DVD am 31. Juli 2015.

## Rezeption
Insgesamt fiel die Mischung aus Rosemaries Baby und Der Fluch – The Grudge bei der Kritik durch. Obwohl Razane Jamal sich stark auf ihre Rolle eingelassen hatte und auch nur schwer loslassen konnte, befürchtete sie dennoch bei den Razzies nominiert zu werden. Ronan Doyle bezeichnete den Film in seinem Review für IndieWire als „Katastrophe“. Jay Weissberg von Variety ließ ebenfalls kein gutes Haar an dem Film, insbesondere würden alle Horrorfilm-Elemente praktisch fehlen und die Geschichte hätte kein Leben in sich.
Die Redaktion der Filmzeitschrift Cinema bewertete den Film mit einem von fünf möglichen Punkten und resümierte:

„Hooper überrascht zunächst mit dem sensiblen Porträt eines westlich-säkularen arabischen Paars, dass sich im Geburtsland fremd fühlt, langweilt bald aber nur noch mit altbekannten Erschreckeffekten. Autor David Tully kopiert ungeschickt ‚Rosemaries Baby‘ und ‚Ju-On – The Grudge‘ und nervt mit miesen Dialogen. Leider ist die arabische Produktion auch einer jener unbefriedigenden Filme, die kein richtiges Ende haben, sondern einfach nur aufhören.“